# Умной-Колычёв, Фёдор Иванович
Фёдор Иванович Умной-Колычёв (ум. 1574) — русский военный и государственный деятель, окольничий, воевода и боярин, младший из двух сыновей окольничего и воеводы Ивана Ивановича Умного-Колычёва. Старший брат — известный опричник, боярин и воевода Василий Иванович Умной-Колычёв, казненный по приказу царя Ивана Грозного в 1575 году.

## Биография
В сентябре 1547 года Фёдор Иванович Умной Колычёв присутствовал на свадьбе удельного князя Юрия Васильевича Углицкого (младшего брата царя Ивана Грозного) с княжной Ульяной Дмитриевной Палецкой: «со князе Юрьевым зголовьем шёл».
В декабре того же 1547 года упоминается в свите царя Ивана Грозного среди рынд во время похода «для казанского дела в Володимер и в Нижней Новгород». В 1551 году с «Ыльины дни» — первый воевода в Пронске. В 1552 года «з Дмитреева дни по нагайским вестем» был отправлен из Пронска в Терехов. В декабре 1553 года Ф. И. Умной-Колычёв в звании третьего воеводы участвовал в походе из Казани против восставших казанских татар. «Ис Казани…на луговую сторону и на арские места воевати, которые государю не прямят».
В июле 1555 года упоминается среди голов, «которые были росписаны в посылки… цареваи великого князя полку», во время похода русской армии под предводительством царя Ивана Грозного через Коломну к Туле против крымского хана.
Фёдор Иванович Умной-Колычёв известен своей службой в Посольской «избе» (приказе), где в чине окольничего его имя встречается уже с 1557 года. В 1559 году упоминается в царской свите среди окольничих на случай похода к южной границе «по татарским вестем».
Зимой 1562/1563 года упоминается с свите царя Ивана Грозного среди бояр во время похода на Полоцк и взятия Полоцка. В марте 1565 года — второй воевода в Смоленске. В 1567 году Фёдор Иванович Умной-Колычёв был отправлен царем в Гродно к польскому королю и великому князю литовскому Сигизмунду II Августу для заключения мира. Имел также царские поручения потребовать выдачи бежавшего в Литву боярина князя Андрея Михайловича Курбского, но ни в том, ни в других предприятиях успеха не добился и по приезде в Москву подвергся царской опале, однако, видимо, вскоре был прощен.
В ноябре 1573 года боярин Фёдор Иванович Умной-Колычёв вторично попал в царскую опалу и постригся в монахи в Иосифо-Волоколамском монастыре, где и скончался в декабре 1574 года. От брака с некой Марией потомства не оставил.